# Система светосигнального оборудования
Система светосигнального оборудования (ССО) аэродромов — совокупность наземных аэронавигационных огней, размещённых на аэродроме по определённой схеме, электрического оборудования и аппаратуры дистанционного управления, предназначенных для обеспечения взлёта, захода на посадку, посадки и руления воздушных судов.
Светосигнальное оборудование аэродрома можно разделить на группы огней, располагающиеся в определённой последовательности и легко различимые при установлении визуального контакта пилота с землёй.

## Группы сигнальных огней
Сигнальные огни делятся на следующие группы:
1. Огни приближения постоянного и импульсного излучения устанавливают по линии продолжения оси ВПП. Они предназначены для указания пилоту направления на ось ВПП и используются для маркировки участка между БПРМ (см. Маркерный радиомаяк) и началом ВПП. Хотя импульсные огни приближения и рекомендуются во всех системах ОВИ, но, как показывает практика, их применение целесообразно только днём в тумане, когда отсутствует их слепящее действие. Огни приближения излучают белый свет. Схема огней подхода и ограничительных огней ВПП

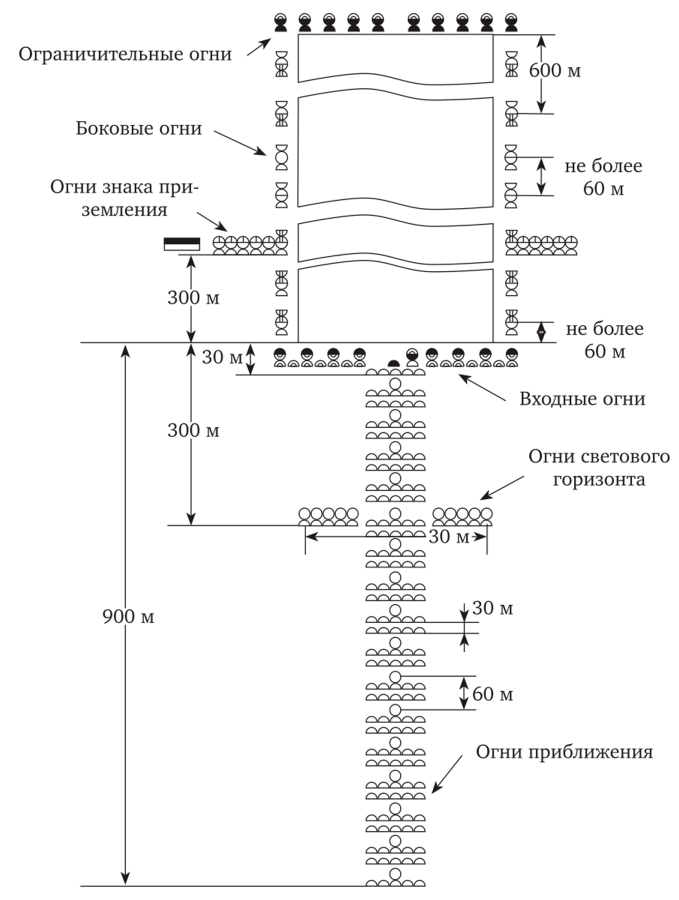
Схема огней подхода и ограничительных огней ВПП

2. Огни световых горизонтов располагаются перпендикулярно линии продолжения оси ВПП, создавая искусственный горизонт. Световые горизонты дают информацию пилоту о поперечном крене ВС по отношению к поверхности ВПП. Огни световых горизонтов излучают белый свет.
3. Входные огни устанавливают у порога ВПП. Они предназначены для указания начала ВПП (его торца) и излучают зелёный свет.
4. Огни знака приземления устанавливают на расстоянии 150—300 м от порога ВПП перпендикулярно оси ВПП в виде небольшого светового горизонта за пределами ВПП. Огни знака приземления излучают белый свет.
5. Ограничительные огни обозначают конец ВПП и излучают красный свет.
6. Огни зоны приземления служат для обозначения зоны приземления на ВПП с целью облегчения посадки в условиях плохой видимости. Огни устанавливают в два ряда параллельно оси ВПП на участке 900 м от порога ВПП. Они излучают белый свет.
7. Боковые огни КПБ и огни зоны приземления, располагаясь в одном ряду, образуют световой коридор, по которому пилот легко определяет правильность выхода на ось ВПП.
8. Глиссадные огни предназначены для указания визуальной глиссады планирования. Тип, число и схема расположения глиссадных огней определяются заданием на проектирование аэродрома. Существует несколько стандартных схем размещения глиссадных огней. Так, например, одна из стандартных схем визуального указания глиссады планирования включает в себя 12 глиссадных огней, размещённых по следующей схеме: две пары фланговых горизонтов (ближний и дальний) по три огня в каждом горизонте. Ближний горизонт располагается на расстоянии 150 м от порога ВПП, дальний — на расстоянии 210 м от ближнего. Каждый глиссадный огонь излучает белый свет в верхней части и красный в нижней. Углы распределения световых лучей и установка глиссадных огней должны быть такими, чтобы пилот при заходе на посадку видел:
  - все глиссадные огни красными при нахождении ВС ниже нормальной глиссады планирования и все огни белыми при нахождении ВС выше нормальной глиссады планирования;
  - огни ближнего горизонта белыми, а дальнего горизонта красными при нахождении ВС на нормальной глиссаде планирования.
9. Посадочные огни размещают с двух сторон вдоль ВПП и обозначают ими боковые продольные стороны ВПП. При помощи посадочных огней маркируются 600-метровые участки по концам ВПП. На этих участках посадочные огни излучают жёлтый свет, на остальных — белый.
10. Огни концевой полосы торможения (КПТ) — осевые, центрального ряда и боковые — устанавливают только в светосигнальных системах ОВИ-П, ОВИ-П1 перед началом ВПП на участке длиной 300 м. Они предназначены для указания направления на ось ВПП, дают информацию пилоту о ширине зоны приземления, моменте начала выравнивания. Осевые и центральные огни КПБ излучают белый свет, а боковые огни КПБ — красный.
11. Осевые огни ВПП предназначены для указания пилоту продольной оси ВПП при посадке и взлёте ВС. Для кодирования участков ВПП осевые огни, смонтированные на последних 300 м ВПП для каждого направления посадки, излучают красный свет в направлении к ВС, движущемуся по ВПП. На участке 900—300 м от конца ВПП осевые огни излучают красный и белый свет попеременно, а на остальном участке до порога ВПП — белый. Осевые огни используются при эксплуатации ВС с высокими посадочными скоростями, а также при ширине ВПП более 50 м.Схема огней на ВПП

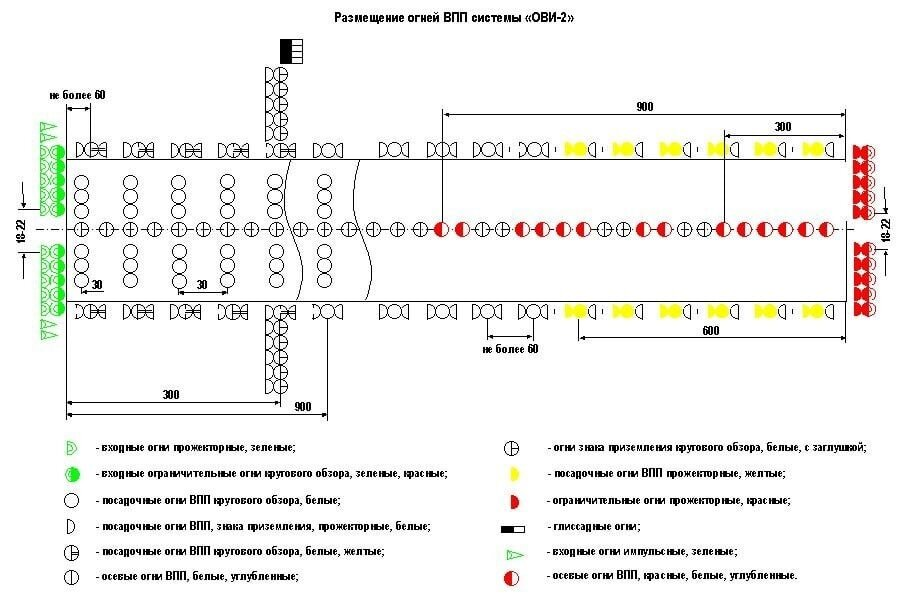
Схема огней на ВПП

12. Огни быстрого схода с ВПП располагаются на скоростных выводных РД и предназначены для руления на большой скорости (60 км/ч и более) при сходе с ВПП в целях увеличения пропускной способности ВПП. Огни излучают зелёный свет. Огни схода с ВПП устанавливают на выводных РД, имеющих большой угол закругления. Они предназначены для использования при сходе с ВПП. Огни излучают также зелёный свет. Огни схода с ВПП и огни быстрого схода с ВПП должны быть экранированы так, чтобы они были видны только в заданном направлении.
13. Боковые и осевые рулёжные огни служат соответственно для указания продольных границ и осевой линии рулёжных дорожек. Боковые рулёжные огни излучают синий свет, а осевые — зелёный.
14. Стоп-огни предназначены для запрещения движения ВС у пересечений РД, мест примыкания РД к ВПП или мест ожидания при рулении. Они дополняют светофоры или заменяют знаки дневной маркировки огнями высокой интенсивности в условиях плохой видимости. Стоп-огни однонаправленные и излучают красный свет.
15. Предупредительные огни предназначены для предупреждения пилота о ближайшем пересечении рулёжных дорожек. Огни устанавливают в виде светового горизонта, перпендикулярного оси РД. Они излучают жёлтый свет.
16. Заградительные огни предназначены для светового обозначения препятствий в районе аэродрома, излучают красный свет и должны устанавливаться в соответствии с «Наставлением по аэродромной службе ГА».
17. Аэродромные световые указатели облегчают экипажу ориентировку на аэродроме при рулении, а также при движении ВС по аэродрому. Огни бывают двух видов — управляемые и неуправляемые. К управляемым относятся светофоры и стрелочные указатели. Светофоры, запрещающие движение, должны излучать красный свет, разрешающие — зелёный, а стрелки (световые указатели направления движения) — жёлтый свет. Цветовое исполнение неуправляемых светосигнальных знаков определяется их назначением. На рабочем поле знака прямоугольной формы, как правило, имеется только один символ в виде буквы, цифры или стрелки. Формы и размеры символов соответствуют рекомендациям ICAO.